# Łusecznica mała
Łusecznica mała, łusecznica Fitzingera (Algyroides fitzingeri) – gatunek gada z rodziny jaszczurek właściwych (Lacertidae).

## Wygląd
Bardzo mała smukła jaszczurka o spłaszczonej głowie i długim ogonie. Grzbiet zazwyczaj szarobrunatny, brzuch pomarańczowy, żółtawy lub szary. 
Długość całkowita 12–13 cm.

## Występowanie
Endemiczny gatunek występujący tylko na Korsyce, Sardynii i niektórych okolicznych wyspach, w tym na wysepce Maddalena koło Sardynii.

### Środowisko
Przebywa w miejscach położonych blisko wody, porośniętych luźną roślinnością, między kamieniami.

### Tryb życia
Jaszczurka aktywna w dzień. Unika miejsc silnie nasłonecznionych. Żywi się owadami, pająkami i skąposzczetami.

## Ochrona
W Unii Europejskiej wpisana do załącznika IV dyrektywy siedliskowej, co zobowiązuje państwa UE do zapewnienia systemu jej ścisłej ochrony.